# Gymneleotris seminuda
Gymneleotris seminuda е вид лъчеперка от семейство Попчеви (Gobiidae), единствен представител на род Gymneleotris.

## Разпространение
Видът е разпространен по тихоокеанското крайбрежие на Америка от Долна Калифорния до Еквадор. Среща се на дълбочина от 1 до 23 метра.

## Описание
На дължина достига до 5 см.